# Staurastrum pentacerum
Staurastrum pentacerum là một loài Song tinh tảo trong họ Desmidiaceae, thuộc chi Staurastrum.